# Aphanophleps adaucta
Aphanophleps adaucta là một loài bướm đêm trong họ Geometridae.